# Megszállottság (vallás)
A megszállottság vallási és antropológiai értelemben azt az állapotot jelöli, amelyben egy embert (vagy más földi élőlényt) egy (vagy több) természetfeletti lény vagy erő birtokba vesz. A viselkedésben és a tudatban bekövetkezett változást egyes vallási közösségekben és hitekben az istenség, szellem(ek), démon(ok), angyal stb. megszállásának tulajdonítják.
A szellemi megszállottság fogalma számos kultúrában és vallásban létezik, beleértve a buddhizmust, a kereszténységet, a vudut, a hinduizmust, az iszlámot, a wiccát és a kelet- és délkelet-ázsiai, az afrikai és afroamerikai, továbbá az amerikai indián hagyományokat. A megszállottság lehet előnyös vagy káros hatással is az egyénre.
A mai kereszténységben főleg a pünkösdi és karizmatikus felekezetekben jellemző, hogy a közösséget időnként megszállja a Szent Szellem (Szentlélek), és a lelkészek démonokat próbálnak meg a hívőkből kiűzni.

## Zsidóság-kereszténység
Az Ószövetségben a megszállottság jelenthet valamiféle érzelmet („a féltékenység lelke támad rá” ), vagy a természetfeletti szférából származó jelenségeket. Ez utóbbiak lehetnek pozitívak („és az Úr lelke nyugszik rajta” ), vagy negatívak („De az Úr lelke eltávozott Saultól, és a gonosz lélek megzavarta” ).
Az Újszövetségben többször szerepel, hogy démonok embereket, vagy akár állatokat  szállnak meg és Jézus kiűzi belőlük.
A katolikus teológia alapján a bukott angyalok vagy démonok birtokba vehetik az egyén testét és szellemét és megváltoztathatják a viselkedését.
Az ördögűzés során a vallási specialisták kísérletet tesznek arra, hogy a szellemet vagy entitást kiűzzék a megszállott személy testéből.

## Iszlám
Az iszlám elképzelései a démonok (sajtánok , dzsinnek) megszállottságának jeleiről jelentősen eltérnek egymástól. Vannak vélemények, hogy a megszállottság tünetei a következők: nem megfelelő viselkedés, hallucinációk, eszméletvesztés, rémálmok, fájdalomérzékenység vagy ok nélküli fájdalom stb. Más hiedelmek szerint a dzsinnek megszállottja erkölcstelen magatartást tanúsít, alkoholos italokat iszik, istenkáromlást mond vagy épp prófétának vallja magát.
Nézetük szerint ha nem történik intézkedés, a megszállt személy vagy megőrül, vagy meghal. 

## Afrikai és afroamerikai vallások
Az afrikai törzsi vallásokban és az afrikai diaszpóra számos vallásában a szellemek megszállása nem feltétlenül ártalmas vagy rossz. A szellem megszállása a megszállott személy gyógyulását idézheti elő és a szellem tudást, próféciát adhat annak, akit megszáll.

### Vudu
A vuduban gyakoriak azok a rituálék, amelyek során a táncoló emberek éneklés, dobolás, speciális porok és gyógynövények hatására transzba esnek, spirituális élményben részesülnek, amikor egy szellemlény, a loa (lwa) megszállja őket. Egyes szellemekről úgy tartják, hogy képesek próféciákat adni a megszállottal kapcsolatos közelgő eseményekről vagy helyzetekről.

## Kelet-Ázsia
A taoizmusban, a koreai sámánizmusban, a sintó egyes szektáiban, egyes japán új vallási mozgalmakban és más kelet-ázsiai vallásokban megtalálható a szellemi megszállottság fogalma. Bizonyos közösségekben a sámánok alakítják azt a szerepet, akik megszállottá válnak.
A kínai népi vallásban tungcsi-nak (kínai: 童乩; pinjin: tóngjī) vagy chi-t'ung-nak hívják (kínai: 乩童; pinjin: jītóng) azt a személyt, aki egyfajta spirituális médium és a szerencsétlenségek és a szerencse megjósolására szolgál.

## Spiritizmus
A médiumok azt állítják, hogy a szeánszok alatt megszállják őket azok a szellemek vagy lények, akikkel kommunikálnak és a nevükben beszélnek. 

## Okkultizmus
Egyes démonológiát, okkult praktikákat gyakorló egyének démonokat idéznek meg, hogy a kultusz részeként magukba hívják a szellemet.